# Ellensburg
|  | Dieser Artikel wurde aufgrund von inhaltlichen Mängeln auf der Qualitätssicherungsseite des Projektes USA eingetragen. Hilf mit, die Qualität dieses Artikels auf ein akzeptables Niveau zu bringen, und beteilige dich an der Diskussion! Folgende Mängel sollten behoben werden, bevor diese Markierung entfernt werden kann: zu wenig Inhalt--Vorwald (Diskussion) 16:57, 8. Jan. 2019 (CET) |

Ellensburg ist eine Stadt im Kittitas County im US-Bundesstaat Washington. Sie hat laut United States Census Bureau 18.666 Einwohner (Stand 2020) auf einer Fläche von 17,2 km2.
Ellensburg, das am 26. November 1883 gegründet wurde, ist der County Seat und beherbergt die Central Washington University.

## Söhne und Töchter der Stadt
- Daryl Chapin (1906–1995), Miterfinder der Solarzelle
- Brian Thompson (* 1959), Schauspieler
- Mark Lanegan (1964–2022), Sänger und Songschreiber
- Mac Ruth (* 1967), Tonmischer
- Drew Bledsoe (* 1972), Sportler
- Tom Rothrock (* 1978), Skirennläufer

## Bilder

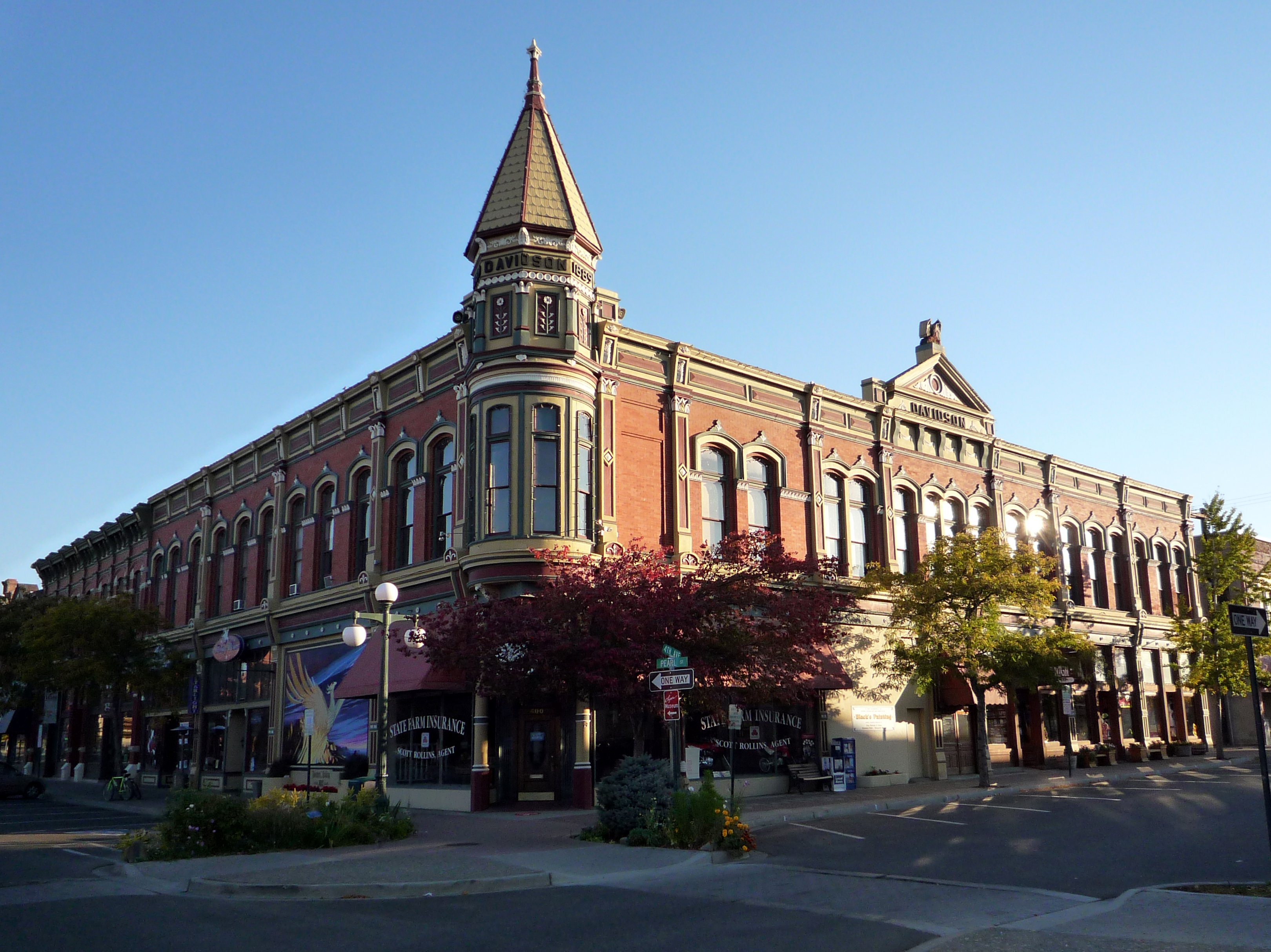
Davidson Building im Stadtzentrum von Ellensburg
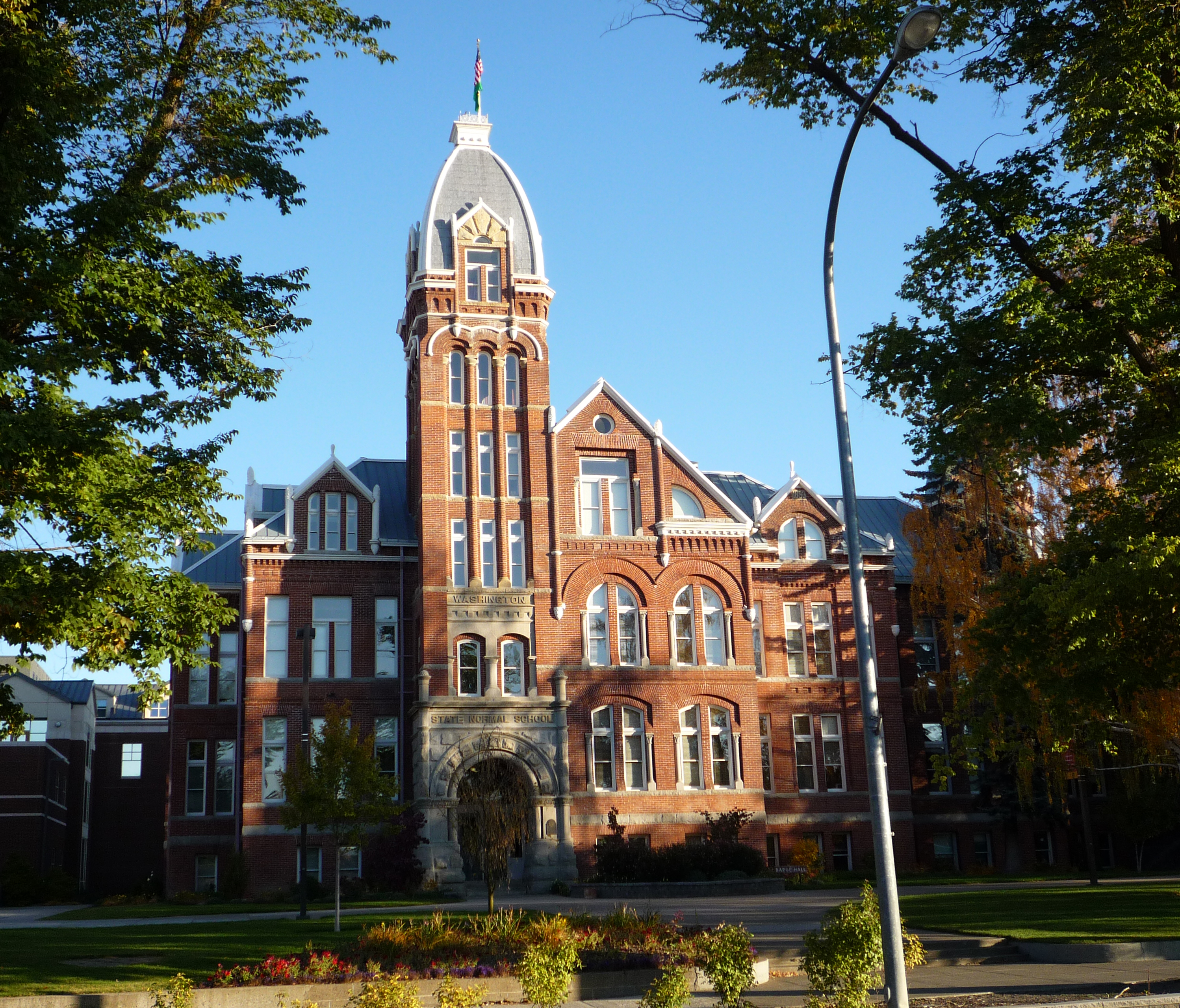
Barge Hall der Central Washington University